# Kabupaten Kerinci
Kabupaten Kerinci (indonesiska: Kabupaten Kerintji, engelska: Kerinci Regency) är ett kabupaten i Indonesien.   Det ligger i provinsen Jambi, i den västra delen av landet, 800 km nordväst om huvudstaden Jakarta. Antalet invånare är 240 000. Arean är 3 809 kvadratkilometer.
Terrängen i Kabupaten Kerinci är huvudsakligen mycket bergig.